# Mistaken Point
Mistaken Point je mali rt na jugu poluotoka Avalona na krajnjem jugu Newfoundlanda u kanadskoj pokrajini Newfoundland i Labrador.
Mistaken Point svoje ime duguje čestoj i pogibeljnoj pogrešci moreplovaca koji su ga, u ovdje često maglovitim vodama, znali zamijeniti za susjedni i oplovivi rt Race. 
Ekološki rezervat Misaken Point je osnovan duž 5,7 km obale 1987. god. kako bi se zaštitio jedan od najbogatijih i najočuvanijih paleontoloških nalazišta fosila iz prekambrija. Prvi ediakarijski fosil je otkrio Shiva Balak Misra, indijski postdiplomski student geologije na Memorijalnom sveučilištu Newfoundlanda, 1967. god. Po njemu je 2007. god. taj fosil najstarijeg pronađenog višestaničnog organizma prozvan Fractofusus misrai. Zaštićeno područje je prošireno 2009. god., a na UNESCO-ov popis mjesta svjetske baštine u Sjevernoj Americi je upisano 2016. godine.

## Vanjske poveznice
- Službene stranice Ekološkog rezervata Mistaken Point  Arhivirana inačica izvorne stranice od 17. kolovoza 2016. (Wayback Machine) (engl.)
- Fosili: put prema palobiloškom arhivu  Arhivirana inačica izvorne stranice od 31. srpnja 2014. (Wayback Machine), 8. srpnja 2014. (engl.)